# Îmbunătățiri funciare
Îmbunătățiri funciare este denumirea dată pentru un ansamblu de lucrări care au ca scop prevenirea consecințelor nefavorabile ale acțiunii factorilor naturali asupra terenurilor și asigurarea folosirii pământului în condiții de eficiență și productivitate sporită, prin îndiguiri, desecări, irigații, amendamente calcaroase, asolamente, plantații etc.
Acest ansamblu de măsuri duce la modificarea radicală și pe lungă durată, în sens favorabil, a potențialului productiv al terenurilor agricole, prin valorificarea solurilor neproductive sau mărirea fertilității unor soluri slab productive.

## Clasificare
Lucrările de îmbunătățiri funciare pot fi clasificate astfel:
- lucrări cu rol de refacere (completare) în sol a deficitului de umiditate și în care categorie se cuprind irigațiile;
- lucrări care au rol de a preveni sau elimina excesul de apă din sol, de la suprafața acestuia, categorie în care se încadrează regularizarea cursurilor de apă, irigațiile, desecarea și drenajul;
- lucrări care au rolul de a proteja solul împotriva acțiunii mecanice a apei și a vântului, categorie în care intră complexul de lucrări de prevenire și combatere sau control a eroziunii solului;
- lucrări pentru acumulări de apă necesară în agricultură, industrie, agrement etc.

Îmbunătățirile funciare mai poartă și denumirea de ameliorații (pl.) sau hidroameliorații.

## În România
Prin lucrări de îmbunătățiri funciare se înțeleg: 
- amenajările de irigații;
- amenajarea terenurilor agricole în pantă;
- îndiguirea și regularizarea cursurilor de apă;
- desecare și drenaj;
- ameliorarea terenurilor sărăturate și amendarea solurilor acide;
- nivelarea și modelarea terenurilor agricole;
- defrișarea și curățirea terenurilor.